# Peniophora viridis
Peniophora viridis är en svampart som först beskrevs av Preuss, och fick sitt nu gällande namn av Giacopo Bresàdola 1928. Peniophora viridis ingår i släktet Peniophora och familjen Peniophoraceae.   Inga underarter finns listade i Catalogue of Life.